# 富山県道327号新屋上野線
富山県道327号新屋上野線（とやまけんどう327ごう あらやうわのせん）は、富山県下新川郡入善町内を通る一般県道である。

## 概要

### 路線データ
- 起点：富山県下新川郡入善町新屋（富山県道63号入善宇奈月線交点）
- 終点：富山県下新川郡入善町上野（国道8号交点）
- 実延長：4,730m

## 沿革
- 1973年（昭和48年）3月31日 - 認定[1]

## 地理

### 通過する自治体
- 富山県下新川郡入善町

### 接続する道路
- 富山県道63号入善宇奈月線（起点：入善町新屋）
- 富山県道45号黒部朝日公園線（小摺戸（東）交差点）
- 富山県道111号大家庄上飯野線（一宿（東）交差点）
- 国道8号（終点：上野（中）交差点）

### 周辺
- 北陸自動車道 入善スマートインターチェンジ
- 入善町立入善西中学校
- 入善町立黒東小学校
- 入善町立上青小学校
- 新屋郵便局
- アイシン新和 本社・入善工場（アイシン高丘関連会社）
- アルビス 入善店
- V・drug 入善店
- 入善町中央公園